# 在ウクライナ英国大使館
在ウクライナ英国大使館（ざいウクライナえいこくたいしかん、ウクライナ語: Посольство Великої Британії в Україні、英語: Embassy of the United Kingdom in Ukraine）は、ウクライナの首都キエフに置かれているイギリスの大使館である。

## 歴史
1991年8月24日、ウクライナがソビエト連邦から離脱して独立。同年の11月に総領事館が開設され、12月31日にイギリスはウクライナの独立を承認した。1992年1月10日、両国の外交関係が樹立され、同月には大使館に昇格した。
2022年のロシアによるウクライナ侵攻により、キエフの大使館が一時閉鎖、リヴィウに移転された上、一部の館員は国外へ避難した。

## 歴代大使
| 代 | 氏名                     | 着任   | 退任     | 備考         |
| -- | ------------------------ | ------ | -------- | ------------ |
| 1  | サイモン・ヘマンズ       | 1992年 | 1995年   | [ 5 ]        |
| 2  | ロイ・リーヴ             | 1995年 | 1999年   | [ 6 ]        |
| 3  | ロランド・スミス         | 1999年 | 2002年   | [ 7 ]        |
| 4  | ロバート・ブリンクリー   | 2002年 | 2006年   | [ 8 ]        |
| 5  | ティム・バロー           | 2006年 | 2008年   | [ 9 ]        |
|    | マーティン・ハリス       | 2008年 | 2008年   | 臨時代理大使 |
| 6  | レイ・ターナー（外交官） | 2008年 | 2012年   | [ 10 ]       |
| 7  | シモン・スミス           | 2012年 | 2015年   | [ 11 ]       |
| 8  | ジュディティ・ゴー       | 2015年 | 2019年   | [ 12 ]       |
| 9  | メディンダ・シモンズ     | 2019年 | （現職） | [ 13 ]       |